# Gloria Amparo Galeano Garcés
Gloria Amparo Galeano Garcés (* 22. April 1958 in Medellín; † 23. März 2016) war eine kolumbianische Botanikerin und Agrarwissenschaftlerin. Ihr offizielles botanisches Autorenkürzel lautet „Galeano“.

## Lebensstationen
Gloria Amparo Galeano Garcés wurde 1958 in Medellín geboren. Sie studierte dort an der National University. Mit dem Titel „Agraringenieurin“ schloss sie 1983 diesen Studiengang ab. Die Jahre von 1982 bis 1984 verbrachte sie im Department Forest Resources an der gleichnamigen Universität. 1984 wurde sie ans Institut of Natural Sciences der Universidad Nacional de Colombia in Bogotá berufen. Ihren Doktor der Philosophie erhielt sie 1996 von der Universität Aarhus verliehen.

## Tätigkeitsschwerpunkte
Sie veröffentlichte mehr als 20 Artikel und mehrere Bücher zur Systematik der Palmen und publizierte gemeinsam mit Andrew Henderson eine Monographie zur Flora Neotropica zu den Gattungen Euterpe, Prestoea und Neonicholsonia. Ihre Forschungsarbeiten am Institut of Natural Sciences in Bogota beschäftigen sich mit der Taxonomie der Palmen, insbesondere mit Vorkommen in der Region Chacó. Auch auf ethnobotanische Fragen richtet sie ihre Forschungen aus. Gemeinsam mit Rodrigo Bernal erarbeitet Galeano Garcés ein Lexikon zu Trivialnamen kolumbianischer Pflanzen. Daneben engagiert sie sich für die Erhaltung bedrohter Pflanzenarten. Sie erarbeitet eine vier Bände umfassende Rote Liste der Blütenpflanzen Kolumbiens. Der erste Band wurde 2002 veröffentlicht.

## Schriften (Auswahl)
- Gloria Galeano, Andrew Henderson, Rodrigo Bernal: Field Guide to the Palms of the Americas. Princeton University Press, Princeton 1995, ISBN 0-691-08537-4.